# SMS Kaiser Wilhelm II
El SMS Kaiser Wilhelm II (en español Emperador Guillermo II) fue un acorazado pre-dreadnought alemán de la clase Kaiser Friedrich III. Fue construido por los astilleros Kaiserliche Werft de Wilhelmshaven, desde donde fue botado al agua el 14 de julio de 1897 y donde se finalizaron sus obras el 7 de octubre de 1898.
Fue dado de alta en la Armada alemana el 4 de febrero de 1902, donde ejerció como buque insignia de la Flota de Alta Mar hasta 1906.

## Historial de servicio

Litografía del SMS Kaiser Wilhelm II en 1900

El Kaiser Wilhelm II participó en varias maniobras navales en el mar del Norte y en el mar Báltico durante su ejercicio de buque insignia. En 1901 visitó Oslo, a mediados de 1903 España y posteriormente volvió a Noruega. En 1908, el Kaiser Wilhelm II lideró unas maniobras navales en el Océano Atlántico hasta la posición de las Azores. Tras 1910, el Kaiser Wilhelm II fue asignado a la III escuadra de la Flota de Alta Mar, junto al resto de su clase. 
Al comienzo de la Primera Guerra Mundial, el Kaiser Wilhelm II, junto al resto de su clase, fue asignado para labores de defensa costera a la V escuadra de combate. En 1915, fue convertido en un buque oficina del comandante en Wilhelmshaven. El 6 de diciembre de 1919, fue dado de baja en la Reichsmarine y vendido para desguace, que tuvo lugar a partir de 1921 en la localidad de Ronnebeck.